# NHL Entry Draft 2000
L'NHL Entry Draft 2000 è stato il 38º draft della National Hockey League. Si è tenuto il 24 ed il 25 giugno 2000 presso il Pengrowth Saddledome di Calgary.
La National Hockey League si ampliò per il terzo anno consecutivo arrivando a 30 franchigie iscritte, grazie alla creazione dei i Columbus Blue Jackets e dei Minnesota Wild. Blue Jackets e Wild effettuarono l'Expansion Draft un giorno prima rispetto al Draft generale. Rispetto ai draft precedenti ciascun giro fu quindi composto da almeno trenta scelte, oltre alle altre cosiddette compensatory per le franchigie che nell'ultima stagione avevano perso un giocatore divenuto unrestricted free agent. Per la seconda volta nella storia del Draft la prima scelta assoluta fu un portiere; l'unico precedente risaliva all'Amateur Draft 1968. Rispetto al Draft del 1999 grazie all'aumento delle franchigie partecipanti i giocatori selezionati passarono da 272 a 293, stabilendo così il nuovo primato nella storia dell'evento. Per la prima volta fu scelto un giocatore proveniente da Israele.
I New York Islanders selezionarono il portiere statunitense Rick DiPietro dalla Boston University, gli Atlanta Thrashers invece come seconda scelta puntarono sull'ala sinistra canadese Dany Heatley, proveniente dalla University of Wisconsin, mentre i Minnesota Wild scelsero in terza posizione l'ala destra slovacca Marián Gáborík del Dukla Trenčín. Fra i 293 giocatori selezionati 163 erano attaccanti, 98 erano difensori mentre 32 erano portieri. Dei giocatori scelti 118 giocarono in NHL.

## Expansion Draft
L'NHL Expansion Draft 2000, l'undicesimo nella storia della NHL, si svolse il 23 giugno 2000 a Calgary. Il draft ebbe luogo per permettere di completare i roster delle due nuove franchigie iscritte alla NHL a partire dalla stagione 2000-2001, i Columbus Blue Jackets e i Minnesota Wild.

## Turni
|  | = NHL All-Star Team |  |  | = NHL All-Star |  |  | = NHL All-Star e NHL All-Star Team |  |

Legenda delle posizioni

A = Attaccante   AD = Ala destra   AS = Ala sinistra   C = Centro   D = Difensore   P = Portiere

### Primo giro
| #  | Giocatore             | Nazionalità | Squadra NHL                                         | Squadra di provenienza              |
| -- | --------------------- | ----------- | --------------------------------------------------- | ----------------------------------- |
| 1  | Rick DiPietro (P)     | Stati Uniti | New York Islanders                                  | Boston U. Terriers (Hockey East)    |
| 2  | Dany Heatley (AS)     | Canada      | Vancouver Canucks (da Atlanta)                      | MODO (Elitserien)                   |
| 3  | Marián Gáborík (AD)   | Slovacchia  | Minnesota Wild                                      | Dukla Trenčín (Extraliga)           |
| 4  | Rostislav Klesla (D)  | Rep. Ceca   | Columbus Blue Jackets                               | Brampton Battalion (OHL)            |
| 5  | Raffi Torres (AS)     | Canada      | New York Islanders (da Tampa Bay)                   | Brampton Battalion (OHL)            |
| 6  | Scott Hartnell (AD)   | Canada      | Nashville Predators                                 | Prince Albert Raiders (WHL)         |
| 7  | Lars Jonsson (D)      | Svezia      | Boston Bruins                                       | Leksand (Elitserien)                |
| 8  | Nikita Alekseev (AD)  | Russia      | Tampa Bay Lightning (da NY Rangers)                 | Erie Otters (OHL)                   |
| 9  | Brent Krahn (P)       | Canada      | Calgary Flames                                      | Calgary Hitmen (WHL)                |
| 10 | Michail Jakubov (C)   | Russia      | Chicago Blackhawks                                  | Lada Togliatti (RSL)                |
| 11 | Pavel Vorob'ëv (AD)   | Russia      | Chicago Blackhawks (da Vancouver)                   | Lok. Jaroslavl’ (RSL)               |
| 12 | Aleksej Smirnov (AS)  | Russia      | Mighty Ducks of Anaheim                             | THK Tver' (RSL)                     |
| 13 | Ron Hainsey (D)       | Stati Uniti | Montreal Canadiens                                  | UMass River Hawks (Hockey East)     |
| 14 | Václav Nedorost (C)   | Rep. Ceca   | Colorado Avalanche (da Carolina)                    | České Budějovice (Extraliga)        |
| 15 | Artëm Krjukov (A)     | Russia      | Buffalo Sabres                                      | Lok. Jaroslavl’ (RSL)               |
| 16 | Marcel Hossa (C)      | Slovacchia  | Montreal Canadiens (da San Jose)                    | Portland Winterhawks (WHL)          |
| 17 | Aleksej Michnov (A)   | Russia      | Edmonton Oilers                                     | Lok. Jaroslavl’ (RSL)               |
| 18 | Brooks Orpik (D)      | Stati Uniti | Pittsburgh Penguins                                 | Boston College Eagles (Hockey East) |
| 19 | Krystofer Kolanos (C) | Canada      | Phoenix Coyotes                                     | Boston College Eagles (Hockey East) |
| 20 | Aleksandr Frolov (AS) | Russia      | Los Angeles Kings                                   | Lok. Jaroslavl’ (RSL)               |
| 21 | Anton Volčenkov (D)   | Russia      | Ottawa Senators                                     | CSKA Mosca (RSL)                    |
| 22 | David Hale (D)        | Stati Uniti | New Jersey Devils (da Colorado)                     | Sioux City Musketeers (USHL)        |
| 23 | Nathan Smith (C)      | Canada      | Vancouver Canucks (da Florida)                      | Swift Current Broncos (WHL)         |
| 24 | Brad Boyes (C)        | Canada      | Toronto Maple Leafs                                 | Erie Otters (OHL)                   |
| 25 | Steve Ott (C)         | Canada      | Dallas Stars                                        | Windsor Spitfires (OHL)             |
| 26 | Brian Sutherby (C)    | Canada      | Washington Capitals                                 | Moose Jaw Warriors (WHL)            |
| 27 | Martin Samuelsson (D) | Svezia      | Boston Bruins (da New Jersey via Colorado)          | MODO (Elitserien)                   |
| 28 | Justin Williams (AD)  | Canada      | Philadelphia Flyers (da Philadelphia via Tampa Bay) | Plymouth Whalers (OHL)              |
| 29 | Niklas Kronwall (D)   | Svezia      | Detroit Red Wings                                   | Djurgården (Elitserien)             |
| 30 | Jeff Taffe (C)        | Stati Uniti | St. Louis Blues                                     | Minnesota Gophers (WCHA)            |

### Secondo giro
| #  | Giocatore                | Nazionalità | Squadra NHL                                       | Squadra di provenienza                 |
| -- | ------------------------ | ----------- | ------------------------------------------------- | -------------------------------------- |
| 31 | Il'ja Nikulin (D)        | Russia      | Atlanta Thrashers                                 | THK Tver' (RSL)                        |
| 32 | Tomáš Kůrka (AS)         | Rep. Ceca   | Carolina Hurricanes (da Columbus via Colorado)    | Plymouth Whalers (OHL)                 |
| 33 | Nick Schultz (D)         | Canada      | Minnesota Wild                                    | Prince Albert Raiders (WHL)            |
| 34 | Ruslan Zajnullin (C)     | Russia      | Tampa Bay Lightning                               | Ak Bars Kazan’ (RSL)                   |
| 35 | Brad Winchester (AS)     | Stati Uniti | Edmonton Oilers (da NY Islanders)                 | Wisconsin Badgers (WCHA)               |
| 36 | Daniel Widing (C)        | Svezia      | Nashville Predators                               | Leksand (Elitserien)                   |
| 37 | Andy Hilbert (C)         | Stati Uniti | Boston Bruins                                     | Michigan Wolverines (CCHA)             |
| 38 | Tomáš Kopecký (AD)       | Slovacchia  | Detroit Red Wings (da NY Rangers)                 | Dukla Trenčín (Extraliga)              |
| 39 | Teemu Laine (AD)         | Finlandia   | New Jersey Devils (da NY Islanders via Vancouver) | Jokerit (SM-liiga)                     |
| 40 | Kurtis Foster (D)        | Canada      | Calgary Flames                                    | Peterborough Petes (OHL)               |
| 41 | Tero Määttä (D)          | Finlandia   | San Jose Sharks (da Chicago)                      | Jokerit (SM-liiga)                     |
| 42 | Libor Ustrnul (D)        | Rep. Ceca   | Atlanta Thrashers (da Vancouver)                  | Plymouth Whalers (OHL)                 |
| 43 | Matt Pettinger (AS)      | Canada      | Washington Capitals (da Anaheim via Calgary)      | Calgary Hitmen (WHL)                   |
| 44 | Il'ja Bryzgalov (P)      | Russia      | Mighty Ducks of Anaheim (da Montreal)             | Lada Togliatti (RSL)                   |
| 45 | Mathieu Chouinard (P)    | Canada      | Ottawa Senators                                   | Shawinigan Cataractes (QMJHL)          |
| 46 | Jarret Stoll (C)         | Canada      | Calgary Flames (da Colorado)                      | Kootenay Ice (WHL)                     |
| 47 | Jared Aulin (C)          | Canada      | Colorado Avalanche (da Carolina)                  | Kamloops Blazers (WHL)                 |
| 48 | Gerard Dicaire (D)       | Canada      | Buffalo Sabres                                    | Seattle Thunderbirds (WHL)             |
| 49 | Jonas Nordqvist (C)      | Svezia      | Chicago Blackhawks (da San Jose)                  | Leksand (Elitserien)                   |
| 50 | Sergej Soin (C)          | Russia      | Colorado Avalanche                                | Kryl'ja Sovetov (RSL)                  |
| 51 | Kris Vernarsky (C)       | Stati Uniti | Toronto Maple Leafs (da Edmonton)                 | Plymouth Whalers (OHL)                 |
| 52 | Shane Endicott (C)       | Canada      | Pittsburgh Penguins                               | Seattle Thunderbirds (WHL)             |
| 53 | Aleksandr Tatarinov (AD) | Russia      | Phoenix Coyotes                                   | Lok. Jaroslavl’ (RSL)                  |
| 54 | Andreas Lilja (D)        | Svezia      | Los Angeles Kings                                 | Malmö (Elitserien)                     |
| 55 | Antoine Vermette (C)     | Canada      | Ottawa Senators                                   | Victoriaville Tigres (QMJHL)           |
| 56 | Aleksandr Suglobov (AD)  | Russia      | New Jersey Devils                                 | Lok. Jaroslavl’ (RSL)                  |
| 57 | Matt De Marchi (D)       | Stati Uniti | New Jersey Devils (da Colorado)                   | Minnesota Gophers (WCHA)               |
| 58 | Vladimir Sapožnikov (D)  | Russia      | Florida Panthers                                  | Metallurg Novok. (RSL)                 |
| 59 | Ivan Huml (AS)           | Rep. Ceca   | Boston Bruins (da Toronto)                        | Langley Hornets (BCHL)                 |
| 60 | Dan Ellis (P)            | Canada      | Dallas Stars                                      | North Bay Centennials (OHL)            |
| 61 | Jakub Čutta (D)          | Rep. Ceca   | Washington Capitals                               | Swift Current Broncos (WHL)            |
| 62 | Paul Martin (D)          | Stati Uniti | New Jersey Devils                                 | Elk River High School (USHS-Minnesota) |
| 63 | Agris Saviels (D)        | Lettonia    | Colorado Avalanche (da Philadelphia via Carolina) | Owen Sound Attack (OHL)                |
| 64 | Filip Novák (D)          | Rep. Ceca   | New York Rangers (da Detroit)                     | Regina Pats (WHL)                      |
| 65 | David Morisset (AD)      | Canada      | St. Louis Blues                                   | Seattle Thunderbirds (WHL)             |

### Terzo giro
| #  | Giocatore                 | Nazionalità | Squadra NHL                                                          | Squadra di provenienza                 |
| -- | ------------------------- | ----------- | -------------------------------------------------------------------- | -------------------------------------- |
| 66 | Tuukka Mäkelä (D)         | Finlandia   | Boston Bruins                                                        | HIFK (SM-liiga)                        |
| 67 | Maxim Birbraer (AS)       | Israele     | New Jersey Devils (da Atlanta via Vancouver)                         | Newmarket Hurricanes (OJHL)            |
| 68 | Joel Lundqvist (C)        | Svezia      | Dallas Stars (da Minnesota)                                          | Västra Frölunda HC (Elitserien)        |
| 69 | Ben Knopp (AD)            | Canada      | Columbus Blue Jackets                                                | Moose Jaw Warriors (WHL)               |
| 70 | Mikael Tellqvist (P)      | Svezia      | Toronto Maple Leafs (da Tampa Bay)                                   | Djurgården (Elitserien)                |
| 71 | Thatcher Bell (C)         | Canada      | Vancouver Canucks (da NY Islanders)                                  | Rimouski Océanic (QMJHL)               |
| 72 | Mattias Nilsson (D)       | Svezia      | Nashville Predators                                                  | MODO (Elitserien)                      |
| 73 | Sergej Zinov'ev (AD)      | Russia      | Boston Bruins                                                        | Metallurg Novok. (RSL)                 |
| 74 | Igor' Radulov (AS)        | Russia      | Chicago Blackhawks (da NY Rangers via Detroit, NYR, Tampa, San Jose) | Lok. Jaroslavl’ (RSL)                  |
| 75 | Justin Papineau (AD)      | Canada      | St. Louis Blues (da Calgary)                                         | Belleville Bulls (OHL)                 |
| 76 | Michael Rupp (AS)         | Stati Uniti | New Jersey Devils (da Chicago)                                       | Erie Otters (OHL)                      |
| 77 | Robert Fried (AD)         | Stati Uniti | Florida Panthers (da Vancouver)                                      | Deerfield Academy (USHS-Massachusetts) |
| 78 | Jozef Balej (AD)          | Slovacchia  | Montreal Canadiens (da Anaheim)                                      | Portland Winterhawks (WHL)             |
| 79 | Tyler Hanchuck (D)        | Canada      | Montreal Canadiens                                                   | Brampton Battalion (OHL)               |
| 80 | Ryan Bayda (AS)           | Canada      | Carolina Hurricanes                                                  | ND Fighting Hawks (WCHA)               |
| 81 | Aleksandr Charitonov (AD) | Russia      | Tampa Bay Lightning (da Buffalo)                                     | Dinamo Mosca (RSL)                     |
| 82 | Sean O'Connor (AD)        | Canada      | Florida Panthers (da San Jose)                                       | Moose Jaw Warriors (WHL)               |
| 83 | Aleksandr Ljubimov (D)    | Russia      | Edmonton Oilers                                                      | CSK VVS Samara (RSL)                   |
| 84 | Peter Hamerlík (P)        | Slovacchia  | Pittsburgh Penguins                                                  | HK 36 Skalica (Extraliga)              |
| 85 | Ramzi Abid (AS)           | Canada      | Phoenix Coyotes                                                      | Halifax Mooseheads (QMJHL)             |
| 86 | Yanick Lehoux (C)         | Canada      | Los Angeles Kings                                                    | Baie-Comeau Drakkar (QMJHL)            |
| 87 | Jan Bohac (C)             | Rep. Ceca   | Ottawa Senators                                                      | Slavia Praga (Extraliga)               |
| 88 | Kurt Sauer (D)            | Stati Uniti | Colorado Avalanche                                                   | Spokane Chiefs (WHL)                   |
| 89 | Libor Pivko (AS)          | Rep. Ceca   | Nashville Predators (da Florida)                                     | Havirov (Extraliga)                    |
| 90 | Jean-François Racine (P)  | Canada      | Toronto Maple Leafs                                                  | D.ville Voltigeurs (QMJHL)             |
| 91 | Aleksej Tereščenko (C)    | Russia      | Dallas Stars                                                         | Dinamo Mosca (RSL)                     |
| 92 | Sergej Kliazmine (AS)     | Russia      | Colorado Avalanche (da Washington)                                   | THK Tver' (RSL)                        |
| 93 | Tim Branham (D)           | Stati Uniti | Vancouver Canucks (da New Jersey)                                    | Barrie Colts (OHL)                     |
| 94 | Aleksandr Drozdeckij (AD) | Russia      | Philadelphia Flyers                                                  | SKA Pietroburgo (RSL)                  |
| 95 | Dominic Moore (C)         | Canada      | New York Rangers (da Detroit)                                        | Harvard Crimson (ECAC)                 |
| 96 | Antoine Bergeron (AS)     | Canada      | St. Louis Blues                                                      | Val-d'Or Foreurs (QMJHL)               |

### Quarto giro
| #   | Giocatore               | Nazionalità | Squadra NHL                                                | Squadra di provenienza          |
| --- | ----------------------- | ----------- | ---------------------------------------------------------- | ------------------------------- |
| 97  | Niclas Wallin (D)       | Svezia      | Carolina Hurricanes (da Atlanta)                           | Brynäs (Elitserien)             |
| 98  | Jonas Rönnqvist (C)     | Svezia      | Mighty Ducks of Anaheim (da Columbus via NY Islanders)     | Luleå (Elitserien)              |
| 99  | Marc Cavosie (A)        | Stati Uniti | Minnesota Wild                                             | RPI Engineers (ECAC)            |
| 100 | Miguel Delisle (AD)     | Canada      | Toronto Maple Leafs (da Tampa Bay)                         | Ottawa 67's (OHL)               |
| 101 | Arto Tukio (D)          | Finlandia   | New York Islanders                                         | Ilves (SM-liiga)                |
| 102 | Stefan Liv (P)          | Svezia      | Detroit Red Wings (da Nashville)                           | HV71 (Elitserien)               |
| 103 | Brett Nowak (C)         | Stati Uniti | Boston Bruins                                              | Harvard Crimson (ECAC)          |
| 104 | Jon DiSalvatore (AD)    | Stati Uniti | San Jose Sharks (da NY Rangers)                            | Providence Friars (Hockey East) |
| 105 | Vladimir Gorbunov (C)   | Russia      | New York Islanders (da Calgary via Tampa Bay)              | CSKA Mosca (RSL)                |
| 106 | Scott Balan (D)         | Canada      | Chicago Blackhawks                                         | Regina Pats (WHL)               |
| 107 | Carl Mallette (C)       | Canada      | Atlanta Thrashers (da Vancouver)                           | Victoriaville Tigres (QMJHL)    |
| 108 | Blake Robson (C)        | Canada      | Atlanta Thrashers (da Anaheim via Carolina)                | Portland Winterhawks (WHL)      |
| 109 | Johan Eneqvist (AS)     | Svezia      | Montreal Canadiens                                         | Leksand (Elitserien)            |
| 110 | Jared Newman (D)        | Stati Uniti | Carolina Hurricanes                                        | Plymouth Whalers (OHL)          |
| 111 | Ghyslain Rousseau (P)   | Canada      | Buffalo Sabres                                             | Baie-Comeau Drakkar (QMJHL)     |
| 112 | Premysl Duben (D)       | Rep. Ceca   | New York Rangers (da San Jose)                             | Dukla Jihlava (Extraliga)       |
| 113 | Lou Dickenson (AS)      | Canada      | Edmonton Oilers                                            | Mississauga IceDogs (OHL)       |
| 114 | Christian Larrivée (AS) | Canada      | Montreal Canadiens (da Pittsburgh)                         | Chic. Saguenéens (QMJHL)        |
| 115 | Chris Eade (D)          | Canada      | Florida Panthers (da Phoenix)                              | North Bay Centennials (OHL)     |
| 116 | Levente Szuper (P)      | Ungheria    | Calgary Flames (da Buffalo via Washington)                 | Ottawa 67's (OHL)               |
| 117 | Olli Malmivaara (D)     | Finlandia   | Chicago Blackhawks (da Los Angeles)                        | Jokerit (SM-liiga)              |
| 118 | Ľubomír Višňovský (D)   | Slovacchia  | Los Angeles Kings (da Ottawa)                              | Slovan Bratislava (Extraliga)   |
| 119 | Brian Fahey (D)         | Stati Uniti | Colorado Avalanche                                         | Wisconsin Badgers (WCHA)        |
| 120 | Davis Parley (P)        | Canada      | Florida Panthers                                           | Kamloops Blazers (WHL)          |
| 121 | Ryan Vanbuskirk (D)     | Canada      | Washington Capitals (da Toronto via Anaheim e Chicago)     | Sarnia Sting (OHL)              |
| 122 | Derrick Byfuglien (D)   | Stati Uniti | Ottawa Senators                                            | Fargo Force (USHL)              |
| 123 | Vadim Chomickij (D)     | Russia      | Dallas Stars                                               | CSKA Mosca (RSL)                |
| 124 | Michel Ouellet (AD)     | Canada      | Pittsburgh Penguins (da Washington via Anaheim e Montreal) | Rimouski Océanic (QMJHL)        |
| 125 | Phil Cole (D)           | Canada      | New Jersey Devils                                          | Lethbridge Hurricanes (WHL)     |
| 126 | Johan Hägglund (C)      | Svezia      | Tampa Bay Lightning (da Philadelphia)                      | MODO (Elitserien)               |
| 127 | Dmitrij Semënov (A)     | Russia      | Detroit Red Wings                                          | Dinamo Mosca (RSL)              |
| 128 | Aleksandr Selujanov (D) | Russia      | Detroit Red Wings                                          | Salavat Julaev (RSL)            |
| 129 | Troy Riddle (C)         | Stati Uniti | St. Louis Blues                                            | Des Moines Buccaneers (USHL)    |
| 130 | Aaron Van Leusen (AD)   | Canada      | Detroit Red Wings                                          | Brampton Battalion (OHL)        |

### Quinto giro
| #   | Giocatore              | Nazionalità | Squadra NHL                                        | Squadra di provenienza                 |
| --- | ---------------------- | ----------- | -------------------------------------------------- | -------------------------------------- |
| 131 | Matt Hendricks (C)     | Stati Uniti | Nashville Predators (da Atlanta)                   | Blaine High School (USHS-Minnesota)    |
| 132 | Maksim Sušinskij (AD)  | Russia      | Minnesota Wild                                     | Avangard Omsk (RSL)                    |
| 133 | Petteri Nummelin (D)   | Finlandia   | Columbus Blue Jackets                              | Davos (LNA)                            |
| 134 | Peter Podhradský (D)   | Slovacchia  | Mighty Ducks of Anaheim (da Tampa Bay)             | Slovan Bratislava (Extraliga)          |
| 135 | Mike Jefferson (C)     | Canada      | New Jersey Devils                                  | Barrie Colts (OHL)                     |
| 136 | Dmitrij Upper (C)      | Kazakistan  | New York Islanders                                 | Torpedo N. Novg. (RSL)                 |
| 137 | Mike Stuart (D)        | Stati Uniti | Nashville Predators                                | Colorado C. Tigers (WCHA)              |
| 138 | Scott Heffernan (D)    | Canada      | Columbus Blue Jackets (da Boston)                  | Sarnia Sting (OHL)                     |
| 139 | Ruslan Bernikov (AD)   | Russia      | Dallas Stars                                       | Amur Chabarovsk (RSL)                  |
| 140 | Nathan Martz (C)       | Canada      | New York Rangers                                   | Chilliwack Chiefs (BCHL)               |
| 141 | Wade Davis (D)         | Canada      | Calgary Flames                                     | Calgary Hitmen (WHL)                   |
| 142 | Michal Pinc (C)        | Rep. Ceca   | San Jose Sharks (da Chicago)                       | R-N Huskies (QMJHL)                    |
| 143 | Brandon Snee (P)       | Stati Uniti | New York Rangers (da San Jose)                     | Union Dutchmen (ECAC)                  |
| 144 | Pavel Duma (C)         | Russia      | Vancouver Canucks                                  | Neftechimik (RSL)                      |
| 145 | Ryan Glenn (D)         | Canada      | Montreal Canadiens (da Anaheim)                    | Walpole Stars (EJHL)                   |
| 146 | David Kočí (D)         | Rep. Ceca   | Pittsburgh Penguins (da Montreal)                  | Sparta Praga (Extraliga)               |
| 147 | Matt McRae (C)         | Stati Uniti | Atlanta Thrashers (da Carolina)                    | Cornell Big Red (ECAC)                 |
| 148 | Kristofer Ottosson (C) | Svezia      | New York Islanders (da Carolina via Philadelphia)  | Djurgården (Elitserien)                |
| 149 | Denis Denisov (AS)     | Russia      | Buffalo Sabres                                     | CSKA Mosca (RSL)                       |
| 150 | Tyler Kolarik (C)      | Stati Uniti | Columbus Blue Jackets (da San Jose via Buffalo)    | Deerfield Academy (USHS-Massachusetts) |
| 151 | Aleksandr Barkunov (D) | Russia      | Chicago Blackhawks (da Los Angeles via Washington) | Lok. Jaroslavl’ (RSL)                  |
| 152 | Paul Flache (D)        | Canada      | Edmonton Oilers                                    | Brampton Battalion (OHL)               |
| 153 | Bill Cass (D)          | Stati Uniti | Mighty Ducks of Anaheim (da Pittsburgh)            | Boston College Eagles (ECAC)           |
| 154 | Matt Koalska (C)       | Stati Uniti | Nashville Predators (da Phoenix via Edmonton)      | St. Paul Vulcans (USHL)                |
| 155 | Travis Moen (AS)       | Canada      | Calgary Flames                                     | Kelowna Rockets (WHL)                  |
| 156 | Greg Zanon (D)         | Canada      | Ottawa Senators (da Los Angeles)                   | UNO Mavericks (CCHA)                   |
| 157 | Grant Potulny (C)      | Stati Uniti | Ottawa Senators (da Los Angeles)                   | Lincoln Stars (USHL)                   |
| 158 | Sean Connolly (D)      | Stati Uniti | Ottawa Senators                                    | Northern Michigan Wildcats (CCHA)      |
| 159 | John-Michael Liles (D) | Stati Uniti | Colorado Avalanche                                 | Michigan St. Spartans (CCHA)           |
| 160 | Nate Kiser (D)         | Stati Uniti | Phoenix Coyotes (da Florida)                       | Plymouth Whalers (OHL)                 |
| 161 | Pavel Sedov (A)        | Russia      | Tampa Bay Lightning (da Toronto)                   | Chimik Voskresensk (RSL)               |
| 162 | Artëm Černov (C)       | Russia      | Dallas Stars                                       | Metallurg Novok. (RSL)                 |
| 163 | Ivan Neprjaev (C)      | Russia      | Washington Capitals                                | Lok. Jaroslavl’ (RSL)                  |
| 164 | Matus Kostur (P)       | Slovacchia  | New Jersey Devils                                  | '05 Banská Bystrica (Extraliga)        |
| 165 | Nathan Marsters (P)    | Canada      | Los Angeles Kings (da Philadelphia)                | Chilliwack Chiefs (BCHL)               |
| 166 | Nolan Schaefer (P)     | Canada      | San Jose Sharks (da Detroit)                       | Providence Friars (Hockey East)        |
| 167 | Craig Weller (D)       | Canada      | St. Louis Blues                                    | Calgary Canucks (AJHL)                 |

### Sesto giro
| #   | Giocatore            | Nazionalità | Squadra NHL                                           | Squadra di provenienza                  |
| --- | -------------------- | ----------- | ----------------------------------------------------- | --------------------------------------- |
| 168 | Zdeněk Šmíd (P)      | Rep. Ceca   | Atlanta Thrashers                                     | Energie Karlovy Vary (Extraliga)        |
| 169 | Shane Bendera (P)    | Canada      | Columbus Blue Jackets                                 | Red Deer Rebels (WHL)                   |
| 170 | Eric Reitz (D)       | Stati Uniti | Minnesota Wild                                        | Barrie Colts (OHL)                      |
| 171 | Roman Čechmánek (P)  | Rep. Ceca   | Philadelphia Flyers (da Tampa Bay)                    | VHK Vsetín (Extraliga)                  |
| 172 | Scott Selig (C)      | Stati Uniti | Montreal Canadiens (da NY Islanders via Philadelphia) | Thayer Academy (USHS-Massachusetts)     |
| 173 | Tomáš Harant (D)     | Slovacchia  | Nashville Predators                                   | MsHK Žilina (Extraliga)                 |
| 174 | Jarno Kultanen (D)   | Finlandia   | Boston Bruins                                         | HIFK (SM-liiga)                         |
| 175 | Sven Helfenstein (C) | Svizzera    | New York Rangers                                      | Kloten Flyers (LNA)                     |
| 176 | Jukka Hentunen (AD)  | Finlandia   | Calgary Flames                                        | HPK (SM-liiga)                          |
| 177 | Michael Ayers (P)    | Stati Uniti | Chicago Blackhawks                                    | Dubuque Fighting Saints (USHL)          |
| 178 | Jeff Dwyer (D)       | Stati Uniti | Atlanta Thrashers (da Vancouver via Philadelphia)     | Choate Rosemary Hall (USHS-Connecticut) |
| 179 | Vadim Sozinov (C)    | Kazakistan  | Toronto Maple Leafs (da Anaheim)                      | Metallurg Novok. (RSL)                  |
| 180 | Darcy Hordichuk (AS) | Canada      | Atlanta Thrashers (da Montreal)                       | Saskatoon Blades (WHL)                  |
| 181 | Justin Forrest (D)   | Stati Uniti | Carolina Hurricanes                                   | USA Hockey NTDP (NAHL)                  |
| 182 | Petr Chvojka (D)     | Rep. Ceca   | Montreal Canadiens (da Buffalo)                       | Plzeň 1929 (Extraliga)                  |
| 183 | Michal Macho (C)     | Slovacchia  | San Jose Sharks                                       | MHC Martin (Extraliga)                  |
| 184 | Shaun Norrie (AD)    | Canada      | Edmonton Oilers                                       | Calgary Hitmen (WHL)                    |
| 185 | Patrick Foley (AS)   | Stati Uniti | Pittsburgh Penguins                                   | N. Hampshire Wildcats (Hockey East)     |
| 186 | Brent Gauvreau (C)   | Canada      | Phoenix Coyotes                                       | Oshawa Generals (OHL)                   |
| 187 | Pär Bäcker (C)       | Svezia      | Detroit Red Wings (da Los Angeles)                    | Grums IK (Elitserien)                   |
| 188 | Jason Maleyko (D)    | Canada      | Ottawa Senators                                       | Brampton Battalion (OHL)                |
| 189 | Chris Bahen (D)      | Canada      | Colorado Avalanche                                    | Clarkson Golden Knights (ECAC)          |
| 190 | Josh Olson (AS)      | Stati Uniti | Florida Panthers                                      | Omaha Lancers (USHL)                    |
| 191 | Aaron Gionet (D)     | Canada      | Tampa Bay Lightning (da Toronto)                      | Kamloops Blazers (WHL)                  |
| 192 | Ladislav Vlcek (AD)  | Rep. Ceca   | Dallas Stars                                          | Rytíři Kladno (Extraliga)               |
| 193 | Joey Martin (D)      | Stati Uniti | Chicago Blackhawks (da Washington)                    | Omaha Lancers (USHL)                    |
| 194 | Deryk Engelland (D)  | Canada      | New Jersey Devils                                     | Moose Jaw Warriors (WHL)                |
| 195 | Colin Shields (AD)   | Regno Unito | Philadelphia Flyers                                   | Cleveland Jr. Barons (NAHL)             |
| 196 | Paul Ballantyne (D)  | Canada      | Detroit Red Wings                                     | S.S. Marie Greyhounds (OHL)             |
| 197 | Zbyněk Irgl (AS)     | Rep. Ceca   | Nashville Predators (da St. Louis)                    | Vítkovice Steel (Extraliga)             |

### Settimo giro
| #   | Giocatore              | Nazionalità | Squadra NHL                                        | Squadra di provenienza              |
| --- | ---------------------- | ----------- | -------------------------------------------------- | ----------------------------------- |
| 198 | Ken Magowan (AS)       | Canada      | New Jersey Devils (da Atlanta)                     | Vernon Vipers (BCHL)                |
| 199 | Brian Passmore (C)     | Canada      | Minnesota Wild                                     | Ottawa 67's (OHL)                   |
| 200 | Janne Jokila (AS)      | Finlandia   | Columbus Blue Jackets                              | TPS (SM-liiga)                      |
| 201 | Evgenij Fëdorov (C)    | Russia      | Los Angeles Kings (da Tampa Bay via Washington)    | Molot-Prikam'e Perm' (RSL)          |
| 202 | Ryan Caldwell (D)      | Canada      | New York Islanders (da NY Islanders via Tampa Bay) | Thunder Bay Flyers (TBJHL)          |
| 203 | Jure Penko (P)         | Slovenia    | Nashville Predators                                | Green Bay Gamblers (USHL)           |
| 204 | Chris Berti (C)        | Canada      | Boston Bruins                                      | Sarnia Sting (OHL)                  |
| 205 | Henrik Lundqvist (P)   | Svezia      | New York Rangers                                   | Västra Frölunda HC (Elitserien)     |
| 206 | Tim Eriksson (C)       | Canada      | Los Angeles Kings (da Calgary via Washington)      | Västra Frölunda HC (Elitserien)     |
| 207 | Cliff Loya (D)         | Stati Uniti | Chicago Blackhawks                                 | Maine Black Bears (Hockey East)     |
| 208 | Brandon Reid (C)       | Canada      | Vancouver Canucks                                  | Halifax Mooseheads (QMJHL)          |
| 209 | Markus Seikola (D)     | Finlandia   | Toronto Maple Leafs (da Anaheim)                   | TPS (SM-liiga)                      |
| 210 | John Eichelberger (C)  | Stati Uniti | Philadelphia Flyers (da Montreal via Tampa Bay)    | Green Bay Gamblers (USHL)           |
| 211 | Joe Cullen (C)         | Stati Uniti | Edmonton Oilers                                    | Colorado C. Tigers (WCHA)           |
| 212 | Magnus Kahnberg (AS)   | Svezia      | Carolina Hurricanes                                | Västra Frölunda HC (Elitserien)     |
| 213 | Vasilij Bizjaev (AD)   | Russia      | Buffalo Sabres                                     | CSKA Mosca (RSL)                    |
| 214 | Peter Bartoš (AS)      | Slovacchia  | Minnesota Wild (da San Jose)                       | České Budějovice (Extraliga)        |
| 215 | Matthew Lombardi (C)   | Canada      | Edmonton Oilers                                    | Victoriaville Tigres (QMJHL)        |
| 216 | Jim Abbott (AS)        | Stati Uniti | Pittsburgh Penguins                                | N. Hampshire Wildcats (Hockey East) |
| 217 | Igor' Samoilov (D)     | Russia      | Phoenix Coyotes                                    | Lok. Jaroslavl’ (RSL)               |
| 218 | Craig Olynick (D)      | Canada      | Los Angeles Kings                                  | Seattle Thunderbirds (WHL)          |
| 219 | Marco Tuokko (AS)      | Finlandia   | Dallas Stars                                       | TPS (SM-liiga)                      |
| 220 | Paul Gaustad (C)       | Stati Uniti | Buffalo Sabres (da Ottawa via Tampa Bay)           | Portland Winterhawks (WHL)          |
| 221 | Aaron Molnar (P)       | Canada      | Colorado Avalanche                                 | London Knights (OHL)                |
| 222 | Marek Priechodský (D)  | Slovacchia  | Tampa Bay Lightning (da Florida)                   | Slovan Bratislava (Extraliga)       |
| 223 | Lubos Velebny (D)      | Slovacchia  | Toronto Maple Leafs                                | HKm Zvolen (Extraliga)              |
| 224 | Antti Miettinen (C)    | Finlandia   | Dallas Stars                                       | HPK (SM-liiga)                      |
| 225 | Vladislav Lučkin (C)   | Russia      | Chicago Blackhawks (da Washington)                 | Severstal’ (RSL)                    |
| 226 | Brian Eklund (P)       | Stati Uniti | Tampa Bay Lightning (da New Jersey)                | Brown Bears (ECAC)                  |
| 227 | Guillaume Lefebvre (C) | Canada      | Philadelphia Flyers                                | R-N Huskies (QMJHL)                 |
| 228 | Jimmie Svensson (C)    | Svezia      | Detroit Red Wings                                  | Västerås (Elitserien)               |
| 229 | Brett Lutes (AS)       | Canada      | St. Louis Blues                                    | P.E.I. Rocket (QMJHL)               |

### Ottavo giro
| #   | Giocatore               | Nazionalità | Squadra NHL                        | Squadra di provenienza           |
| --- | ----------------------- | ----------- | ---------------------------------- | -------------------------------- |
| 230 | Samu Isosalo (AD)       | Finlandia   | Atlanta Thrashers                  | North Bay Centennials (OHL)      |
| 231 | Pete Zingoni (C)        | Stati Uniti | Columbus Blue Jackets              | New England Jr. Huskies (EJHL)   |
| 232 | Ľubomír Sekeráš (D)     | Slovacchia  | Minnesota Wild                     | Oceláři Trinec (Extraliga)       |
| 233 | Aleksandr Polukeev (P)  | Russia      | Tampa Bay Lightning                | SKA Pietroburgo (RSL)            |
| 234 | Jānis Sprukts (C)       | Lettonia    | Florida Panthers (da NY Islanders) | Lukko Rauma (SM-liiga)           |
| 235 | Craig Kowalski (P)      | Stati Uniti | Carolina Hurricanes                | Compuware Ambassadors (NAHL)     |
| 236 | Mats Christeen (D)      | Svezia      | Nashville Predators                | Södertälje SK (Elitserien)       |
| 237 | Zdeněk Kutlák (D)       | Rep. Ceca   | Boston Bruins                      | České Budějovice (Extraliga)     |
| 238 | Dan Eberly (D)          | Stati Uniti | New York Rangers                   | RPI Engineers (ECAC)             |
| 239 | David Hájek (D)         | Rep. Ceca   | Calgary Flames                     | Piráti Chomutov (Extraliga)      |
| 240 | Adam Berkhoel (P)       | Stati Uniti | Chicago Blackhawks                 | St. Paul Vulcans (USHL)          |
| 241 | Nathan Barrett (C)      | Canada      | Vancouver Canucks                  | Lethbridge Hurricanes (WHL)      |
| 242 | Evan Nielsen (D)        | Stati Uniti | Atlanta Thrashers (da Anaheim)     | Notre Dame Fighting Irish (CCHA) |
| 243 | Joni Puurula (P)        | Finlandia   | Montreal Canadiens                 | Kokkolan Hermes (SM-liiga)       |
| 244 | Eric Bowen (AD)         | Stati Uniti | Atlanta Thrashers (da Carolina)    | Portland Winterhawks (WHL)       |
| 245 | Dan Welch (AD)          | Stati Uniti | Los Angeles Kings (da Buffalo)     | Minnesota Gophers (WCHA)         |
| 246 | Chad Wiseman (AS)       | Canada      | San Jose Sharks                    | Mississauga IceDogs (OHL)        |
| 247 | Jason Platt (D)         | Stati Uniti | Edmonton Oilers                    | Omaha Lancers (USHL)             |
| 248 | Steven Crampton (AD)    | Canada      | Pittsburgh Penguins                | Moose Jaw Warriors (WHL)         |
| 249 | Sami Venäläinen (AD)    | Finlandia   | Phoenix Coyotes                    | Tappara (SM-liiga)               |
| 250 | Flavien Conne (C)       | Svizzera    | Los Angeles Kings                  | Friburgo-Gottéron (LNA)          |
| 251 | Todd Jackson (AD)       | Stati Uniti | Detroit Red Wings (da Ottawa)      | USA Hockey NTDP (NAHL)           |
| 252 | Darryl Bootland (AD)    | Canada      | Colorado Avalanche                 | St. Michael's Majors (OHL)       |
| 253 | Matthew Sommerfeld (AS) | Canada      | Florida Panthers                   | Swift Current Broncos (WHL)      |
| 254 | Aleksandr Šinkar (AD)   | Russia      | Toronto Maple Leafs                | Severstal’ (RSL)                 |
| 255 | Eric Johansson (C)      | Canada      | Minnesota Wild (da Dallas)         | Tri-City Americans (WHL)         |
| 256 | Pasi Saarinen (D)       | Finlandia   | San Jose Sharks (da Washington)    | Ilves (SM-liiga)                 |
| 257 | Warren McCutcheon (C)   | Canada      | New Jersey Devils                  | Lethbridge Hurricanes (WHL)      |
| 258 | Sean McMorrow (D)       | Canada      | Buffalo Sabres (da Calgary)        | Kitchener Rangers (OHL)          |
| 259 | Regan Kelly (D)         | Canada      | Philadelphia Flyers                | Nipawin Hawks (SJHL)             |
| 260 | Evgenij Bumagin (AD)    | Kazakistan  | Detroit Red Wings                  | Lada Togliatti (RSL)             |
| 261 | Reinhard Divis (P)      | Austria     | St. Louis Blues                    | Leksand (Elitserien)             |

### Nono giro
| #   | Giocatore              | Nazionalità | Squadra NHL                                       | Squadra di provenienza                |
| --- | ---------------------- | ----------- | ------------------------------------------------- | ------------------------------------- |
| 262 | Peter Flache (C)       | Canada      | Chicago Blackhawks (da Atlanta)                   | Guelph Storm (OHL)                    |
| 263 | Thomas Ziegler (C)     | Svizzera    | Tampa Bay Lightning (da Minnesota via New Jersey) | Ambrì-Piotta (LNA)                    |
| 264 | Dmitrij Altarev (AS)   | Russia      | New York Islanders (da Columbus)                  | Dizel' Penza (RSL)                    |
| 265 | Jean-Philippe Côté (D) | Canada      | Toronto Maple Leafs (da Tampa Bay)                | CB Screaming Eagles (QMJHL)           |
| 266 | Sean Kotary (C)        | Stati Uniti | Colorado Avalanche (da NY Islanders)              | Northwood School (USHS-Massachusetts) |
| 267 | Tomi Pettinen (D)      | Finlandia   | New York Islanders (da Nashville)                 | Ilves (SM-liiga)                      |
| 268 | Pavel Kolařík (D)      | Rep. Ceca   | Boston Bruins                                     | Slavia Praga (Extraliga)              |
| 269 | Martin Richter (D)     | Rep. Ceca   | New York Rangers                                  | SaiPa (SM-liiga)                      |
| 270 | Micki DuPont (D)       | Canada      | Calgary Flames                                    | Kamloops Blazers (WHL)                |
| 271 | Reto von Arx (AS)      | Svizzera    | Chicago Blackhawks                                | Davos (LNA)                           |
| 272 | Tim Smith (C)          | Canada      | Vancouver Canucks                                 | Spokane Chiefs (WHL)                  |
| 273 | Roman Šimíček (C)      | Rep. Ceca   | Pittsburgh Penguins (da Anaheim)                  | HPK (SM-liiga)                        |
| 274 | Evgenij Muratov (AS)   | Russia      | Edmonton Oilers                                   | Neftechimik (RSL)                     |
| 275 | Jonathan Gauthier (D)  | Canada      | Montreal Canadiens                                | R-N Huskies (QMJHL)                   |
| 276 | Troy Ferguson (AD)     | Canada      | Carolina Hurricanes                               | Michigan St. Spartans (CCHA)          |
| 277 | Ryan Courtney (AS)     | Canada      | Buffalo Sabres                                    | Windsor Spitfires (OHL)               |
| 278 | Martin Paroulek (AD)   | Rep. Ceca   | Columbus Blue Jackets (da San Jose)               | VHK Vsetín (Extraliga)                |
| 279 | Andreas Lindström (AS) | Svezia      | Boston Bruins (da Edmonton)                       | Luleå (Elitserien)                    |
| 280 | Nick Boucher (C)       | Canada      | Pittsburgh Penguins                               | Dartmouth Big Green (ECAC)            |
| 281 | Peter Fabuš (C)        | Slovacchia  | Phoenix Coyotes                                   | Dukla Trenčín (Extraliga)             |
| 282 | Carl Grahn (P)         | Finlandia   | Los Angeles Kings                                 | KalPa (SM-liiga)                      |
| 283 | James Demone (D)       | Canada      | Ottawa Senators                                   | Portland Winterhawks (WHL)            |
| 284 | Martin Höhener (D)     | Svizzera    | Nashville Predators                               | Kloten Flyers (LNA)                   |
| 285 | Blake Ward (P)         | Canada      | Colorado Avalanche                                | Tri-City Americans (WHL)              |
| 286 | Andrej Nedorost (C)    | Slovacchia  | Columbus Blue Jackets (da Florida)                | Dukla Trenčín (Extraliga)             |
| 287 | Milan Kopecky (AS)     | Rep. Ceca   | Philadelphia Flyers (da Toronto via Tampa Bay)    | Slavia Praga (Extraliga)              |
| 288 | Mark McRae (D)         | Canada      | Atlanta Thrashers (da Dallas)                     | Cornell Big Red (ECAC)                |
| 289 | Björn Nord (D)         | Svezia      | Washington Capitals (da Washington via Calgary)   | Djurgården (Elitserien)               |
| 290 | Simon Gamache (C)      | Canada      | Atlanta Thrashers (da New Jersey)                 | Val-d'Or Foreurs (QMJHL)              |
| 291 | Arne Ramholt (D)       | Svizzera    | Chicago Blackhawks (da Philadelphia)              | Kloten Flyers (LNA)                   |
| 292 | Louis Mandeville (D)   | Canada      | Columbus Blue Jackets (da Detroit)                | R-N Huskies (QMJHL)                   |
| 293 | Lauri Kinos (D)        | Finlandia   | St. Louis Blues                                   | P.E.I. Rocket (QMJHL)                 |

## Selezioni classificate per nazionalità
| Pos. | Paese        | Selezioni |
|      | Nord America | 153       |
| ---- | ------------ | --------- |
| 1    | Canada       | 98        |
| 2    | Stati Uniti  | 55        |
|      | Europa       | 140       |
| 3    | Russia       | 42        |
| 4    | Rep. Ceca    | 24        |
| 5    | Svezia       | 23        |
| 6    | Finlandia    | 19        |
| 7    | Slovacchia   | 16        |
| 8    | Svizzera     | 6         |
| 9    | Kazakistan   | 3         |
| 10   | Lettonia     | 2         |
| 11   | Austria      | 1         |
| 11   | Israele      | 1         |
| 11   | Regno Unito  | 1         |
| 11   | Slovenia     | 1         |
| 11   | Ungheria     | 1         |